# Såleds är vår kyrkogång
Såleds är vår kyrkogång är en gammal psalm i tre verser av Hartmann Schenck från 1680 och översatt av Petrus Lagerlöf 1694.
Psalmen inleds 1695 med orden:
Såledz är wår kyrckiogång
Thenna stunden wäl förfluten
I 1697 års koralbok anges inte att psalmen sjungs till någon annan psalmmelodi, men i 1937 års psalmbok ska psalmen sjungas till melodin för Du som var den minstes vän (1937 nr 181).

## Publicerad som
- Nr 235 i 1695 års psalmbok under rubriken "Böne-Psalm efter Predikan".
- Nr 332 i 1819 års psalmbok under rubriken "Med avseende på särskilda personer, tider och omständigheter: Lärare och åhörare: Efter predikan".
- Nr 219 i 1937 års psalmbok under rubriken "Helg och gudstjänst".